# Madiga Sacko
Commune de Madiga Sacko är ett departement i Mali.   Det ligger i regionen Kayes, i den sydvästra delen av landet, 240 km nordväst om huvudstaden Bamako.